# Мідний бунт

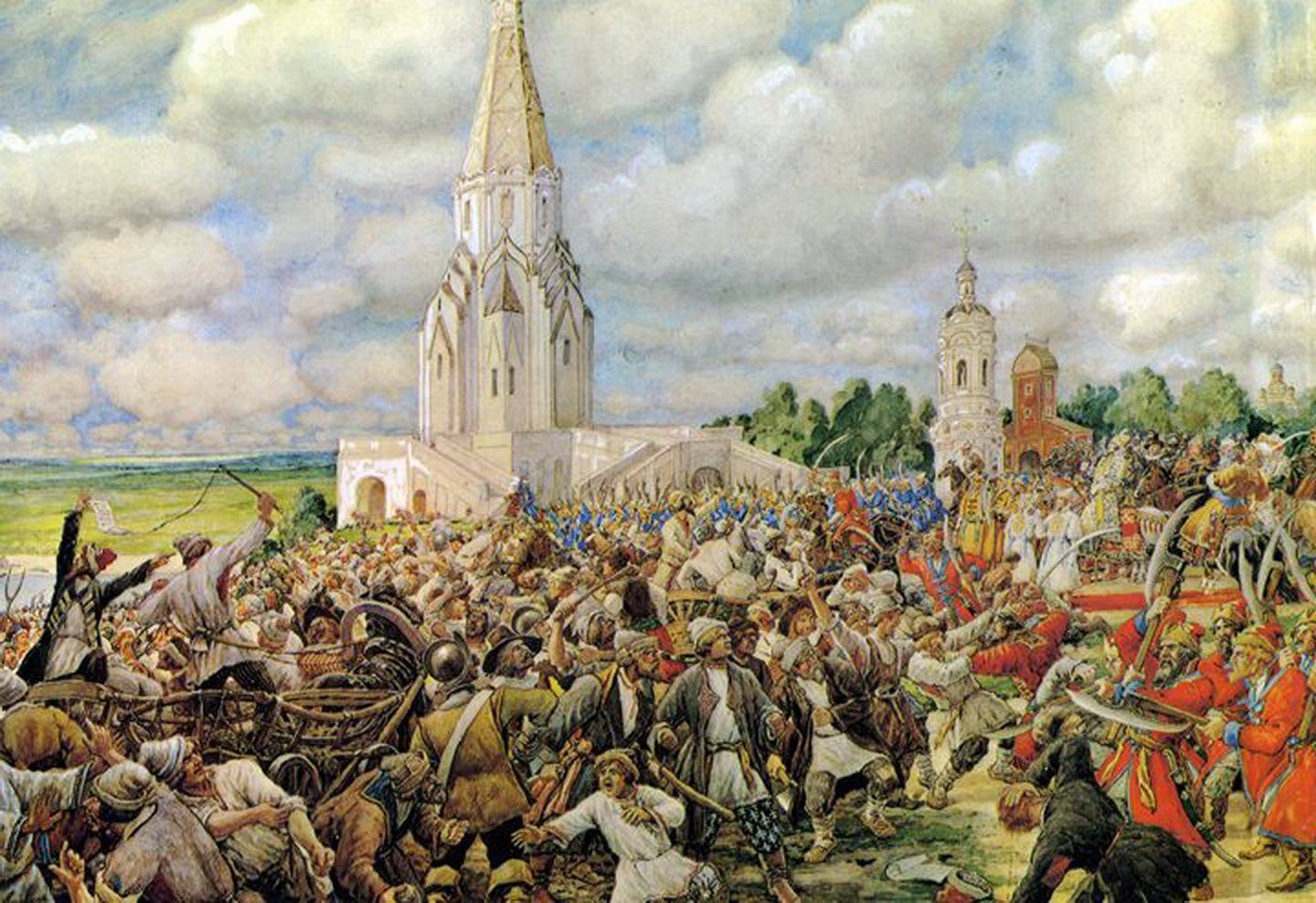
Мідний бунт. 1662. (Ернест Лісснер, 1938).

Мідний бунт (рос. Медный бунт) — повстання міських низів, що відбулося в Москві 4 серпня (26 липня) 1662 року проти підвищення податків у роки московсько-польської війни 1654—1667 років та випуску з 1654 року знецінених, у порівнянні з срібними, мідних монет.
Випуск незабезпечених (номінал багаторазово перевищує ринкову вартість металу, який містить у монеті) мідних грошей призвів до їх значного знецінення в порівнянні з срібними.
Через рік після бунту карбування мідних монет було припинена.
Як і Соляний бунт, Мідний бунт був, в основному, виступом бідноти проти невдалої політики перших Романових і конкретно уряду Олексія Михайловича.

## Причини бунту
У XVII столітті в Московській державі не було власних золотих і срібних копалень, і дорогоцінні метали ввозилися з-за кордону. На Грошовому дворі з іноземних монет карбували російську монету: копійки, деньги та полушки (половина деньги).
Затяжна війна з Річчю Посполитою вимагала величезних витрат. Щоб знайти гроші на продовження війни, А. Л. Ордін-Нащокін запропонував випускати мідні гроші за ціною срібних. Податки збиралися сріблом, а платня видавалась міддю. Дрібна мідна монета спочатку дійсно мала ходіння нарівні зі срібними копійками, однак незабаром надмірний випуск нічим не забезпечених мідних грошей, які карбувалися в Москві, Новгороді та Пскові, призвів до знецінення мідних грошей. За 6 рублів сріблом давали 170 рублів міддю. Незважаючи на царський указ, усі товари різко подорожчали.

## Справа фальшивомонетників
Фінансова ситуація, що склалася в країні, призвела до розквіту фальшивомонетництва.

## Розвиток і хід бунту
Простий народ був обурений безкарністю бояр. На Луб'янці були виявлені листи із звинуваченнями на адресу князя В. Д. Милославського, кількох членів Боярської думи і багатого гостя Василя Шоріна.
Їх звинувачували в таємних зносинах з Річчю Посполитою, що не мало під собою ніякої підстави. Але незадоволеним людям потрібен був привід. Показово, що об'єктом загальної ненависті стали ті ж самі люди, яких звинувачували у зловживаннях під час Соляного бунту, і точно так само, як чотирнадцять років тому, натовп напав і розгромив будинок гостя Шоріна, який збирав «п'яту денгу» у всій державі. Кілька тисяч людей вирушили до царя Олексія Михайловича, який знаходився в своєму заміському палаці в селі Коломенському. Несподівана поява повсталих застала царя зненацька, він був змушений вийти до народу. Йому передали чолобитну з вимогою зниження цін та податків і покаранні винних. Під тиском обставин Олексій Михайлович дав слово розслідувати справу, після чого заспокоєний людський натовп, повіривши обіцянкам, повернув назад.
Назустріч з Москви рухалася ще один багатотисячний натовп, налаштований набагато ворожіше. Дрібні торговці, м'ясники, пекарі, пиріжники, сільські люди знову оточили палац Олексія Михайловича і цього разу вже не просили, а вимагали видати їм зрадників на розправу, погрожуючи «буде він добром їм тих бояр не віддасть, і вони у нього учнут мати самі, за своїм звичаєм». Проте в Коломенському вже з'явилися стрільці та солдати, надіслані боярами на допомогу. Після відмови розійтися було віддано наказ застосувати силу. Беззбройний натовп загнали в річку, близько тисячі чоловіків було вбито, повішено, потоплено в Москві-річці, кілька тисяч заарештовано і після слідства заслано.
Розшук у зв'язку з мідним бунтом не мав прецедентів. Всіх грамотних москвичів змусили дати зразки свого почерку, щоб звірити їх зі «злодійськими листами», які послужили сигналом для обурення. Однак винуватців так і не знайшли.

## Результати
Підсумком мідного бунту стала поступова відміна мідної монети. У 1663 році мідні двори в Новгороді і Пскові були закриті, відновилося карбування срібних монет. Мідні гроші були повністю вилучені з обігу і переплавлені в інші потрібні предмети з міді.